# 印度铁路运输

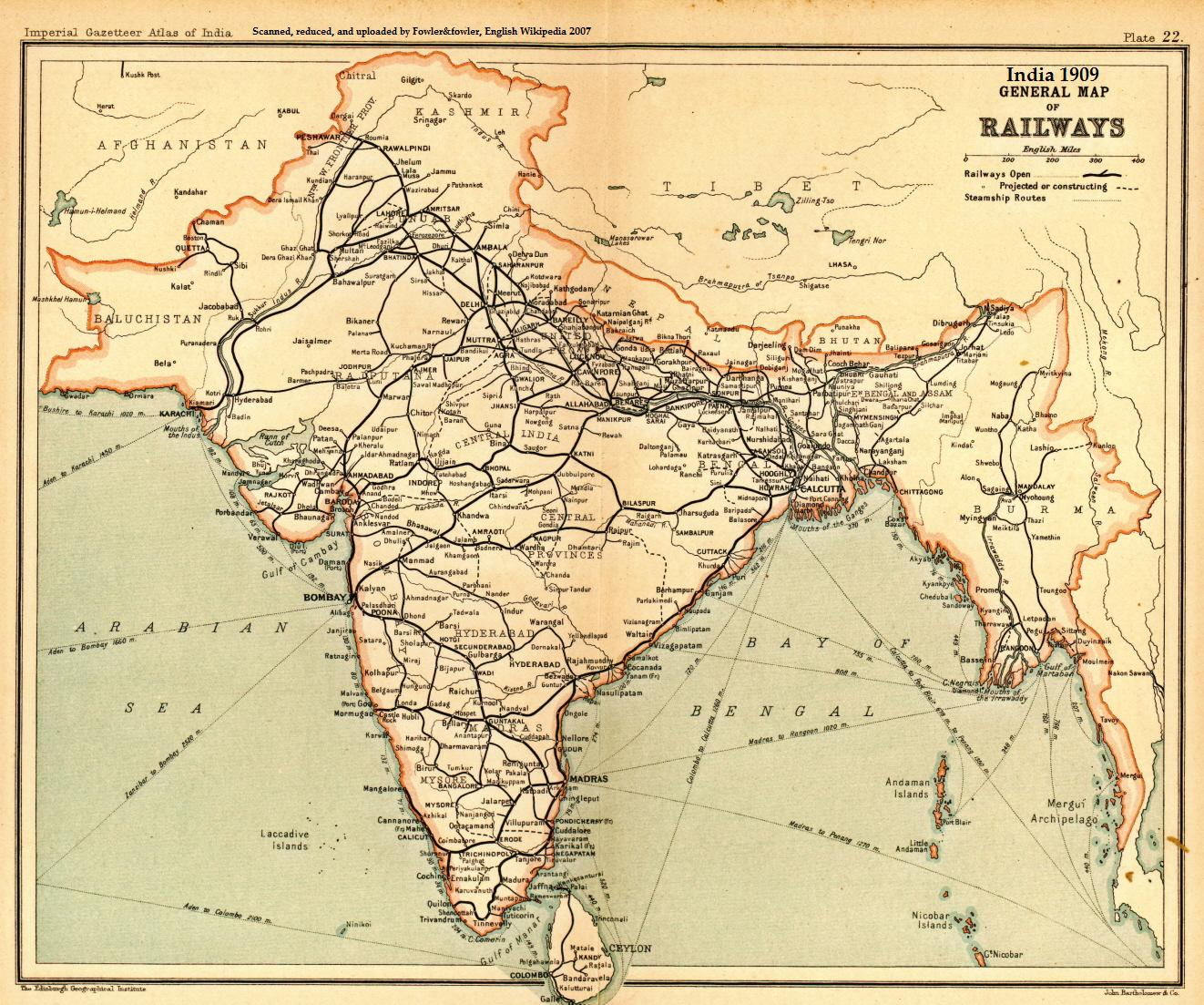
1909年的印度铁路版图

印度铁路图

印度是最早开通火车的亚洲国家，也是20世纪90年代前铁路总里程最长的亚洲国家。铁路在印度交通运输中占据重要地位。
印度的干线铁路网由印度铁道部下属的国有企业印度鐵路公司运营。截至2024年3月，印度干线铁路网轨道总长达123,542 km（76,765 mi），线路总长达69,181 km（42,987 mi），共有7,461座车站，为世界第四大铁路网（仅次于美国、中国和俄罗斯），其中44.95%的区段为复线或以上区间。。截至2024年3月，印度干线铁路网89.99%的线路为电气化铁路（25kV交流）。目前印度只有部分货运列车及货运铁路由私营企业运营，不过2020年有更新计划支持私营企业参与印度铁路客运列车运营。
2023-2024年，印度干线铁路网日均客运量达1,887万人次，日均货运量达434万吨。截至2024年3月，印度铁路公司共拥有327,991辆货运车厢、91,948辆客运车厢及15,110台铁路机车，并在全国多处拥有铁路机车及客车制造场地。
印度的城市轨道交通系统则独立于印度铁路公司以外运作。截至2019年，印度共有13个运营中的城市轨道交通系统，运营总长达638公里，共有502座车站。 

## 历史

### 1832年-1852年：工业铁路
印度首条铁路是位于马德拉斯（金奈）的红山铁路（Red Hill Railway），由亚瑟·卡顿爵士主持建造，用于为金奈的道路工程运送花岗岩石料，于1832年开始规划，1837年通车，运行于红山和清达提里皮特之间，使用一台旋转式蒸汽机车运行。1845年，卡顿主持兴建了位于拉贾赫穆恩德尔伊多沃莱斯瓦拉姆的哥达瓦里河大坝建设铁路，用于为哥达瓦里河大坝的兴建运送石料。
1845年5月8日，马德拉斯铁路公司成立。同年，东印度铁路公司成立。1849年8月1日，大印度半岛铁路公司依据议会法案成立。1849年8月17日，印度建立保障英国铁路企业权益的制度，当局将向在印度兴建铁路的英国私营企业提供免费土地，并保证5%的收益率。1851年，索拉尼渡槽铁路（Solani Aqueduct Railway）建成，用于为索拉尼河渡槽工程运送建筑材料，使用一台被称作“托马斯”的机车运行，其名称来自一名英国官员。1852年，马德拉斯保益铁路公司（Madras Guaranteed Railway Company）成立。

### 1853-1924：客运铁路
印度首列客运列车于1853年4月16日开始运行，从孟买伯里邦德站到塔那站，列车由14节客运车厢及3台机车（Sahib、Sindh和Sultan）组成，运载400名乘客，行经由大印度半岛铁路公司兴建并运营的一条34公里长铁路。这条铁路使用1,676毫米（5英尺6英寸）宽轨，此后成为印度铁路轨距标准。1854年5月，在印度首个铁路桥塔那高架桥建成后，孟买至塔那的列车服务延伸至格利扬。在印度东部，首趟客运列车于1854年8月15日开通运行，从豪拉到胡格利，线路全长24英里（39），由东印度铁路公司运营。1855年8月，EIR特快号机车和仙后号机车投入运营。印度南部的首趟旅客列车于1856年7月1日开行，从马德拉斯（金奈）的罗亚普拉姆及维亚萨拉巴迪（Veyasarapady）开往阿尔乔特，行经一条由马德拉斯保益铁路公司兴建并运营的60英里（97）长铁路。
1873年2月24日，印度首条有轨电车线路开通，位于加尔各答，来往希尔达和亚美尼亚加德街（Armenian Ghat Streetfirst），全长3.8公里，由马匹牵引。1874年5月9日，孟买开通一条马拉有轨电车线路，来往科拉巴和坡勒。1880年，加尔各答有轨电车公司成立。
大印度半岛铁路公司的首个列车维修厂位于百库拉（Byculla），在1854年建成；马德拉斯铁路公司首个维修厂位于费兰布，1856年建成。随着1955年孟买、巴罗达及中印度铁路公司成立，
1858年孟加拉东部铁路公司（Eastern Bengal Railway）成立，以及1890年东岸州铁路成立，印度进入铁路建设高峰。大南印度铁路公司（Great South Indian Railway）及卡纳提铁路公司（Carnatic Railway）于1874年合并为南印度铁路公司。
1897年，多家铁路公司在旅客列车中引进照明。1902年，交特布尔铁路公司（Jodhpur Railway）则率先将电灯作为旅客列车标准配置。1920年，以电力驱动的铁路信号机在孟买的达打（Dadar）和柯里路（Currey Road）之间的一段铁路上启用。

### 1925–1950：电气化和进一步延伸
1925年，印度首个铁路专款下放。同年，奥德土及罗希尔坎德铁路公司被并入东印度铁路公司。
1925年2月3日，印度首列以电力驱动的客运列车投入运营，来往维多利亚终点站和库尔拉站，使用1500V直流电接触网供电，机车由坎梅尔·莱尔德公司及Uerdingenwagonfabrik公司提供。同年，维多利亚终点站至班德拉的一段铁路实现电气化，其中桑德赫斯特站的站台改造为高站台。1926年，库拉至卡延铁路，以及连接浦那和伊加特普里的铁路实现电气化。1928年1月，班德拉至维拉尔铁路实现电气化。1930年6月1日，德坎女王号列车开通，使用WCP-1型机车牵引（编号20024，旧编号EA/1 4006），由七节车厢组成，行经大印度半岛铁路公司的孟买维多利亚终点站至浦那电气化铁路。
1928年，边疆邮政列车列车投入运营，来往孟买维多利亚终点站及白沙瓦。1929年，大干线快车投入运营，来往白沙瓦和门格洛尔。同年，旁遮普大站快车（Punjab Limited Express）投入运营，来往孟买及拉合尔。1930年，大干线快车的行驶路线改为德里至马德拉斯。1928年，大印度半岛铁路公司的孟买至百库拉（Byculla）的一段线路成为印度首个安装自动色灯信号机的铁路线路，而百库拉至库拉（Kurla）的一段铁路也在翌年安装相关设备。

### 1951–1983：铁路网区域重组及进一步发展
1951年开始，印度启动干线铁路网区域重组工作。该年4月14日，印度南部铁路公司成立；11月5日，中部铁路公司及西部铁路公司成立。原有的铁路专员头衔废除，由铁路局任免领导。1951年，西孟加拉邦政府与加尔各答有轨电车公司达成协议，接管其对下辖交通系统的管理职能。1952年4月14日，北部铁路公司、东部铁路公司及东北铁路公司成立。1955年8月1日，东南铁路公司从东部铁路公司中拆分出来。次年，各个区域的铁路公司各自重组为铁路区。1958年，东北铁路区的一部分拆分出来，单独成为新的东北边疆铁路区。
1952年，所有客车各等级车厢安装风扇及照明设施，并引进了卧铺。1956年，来往豪拉及德里的列车实行空调化。1966年，首个集装箱货运列车投入运营，来往孟买及艾哈迈达巴德。
1957年，印度铁路公司选择25kV交流电，作为电气化铁路的标准制式，并选择了法国国家铁路公司（SNCF）作为技术顾问。当年，干线电气化工程局（Main Line Electrification Project）成立。首个实现25kV交流电化的铁路区段为拉吉卡尔斯旺（Raj Kharswan）至东坡斯（Dongoposi）的一段铁路，于1960年8月11日投入运营。1966年，德里、马德拉斯、加尔各答等城市的多个近郊铁路区段实现25kV交流电化。1979年，干线电气化工程局重组为中央铁路电气化局（CORE）。

### 1984至今：快速运输系统及后续发展

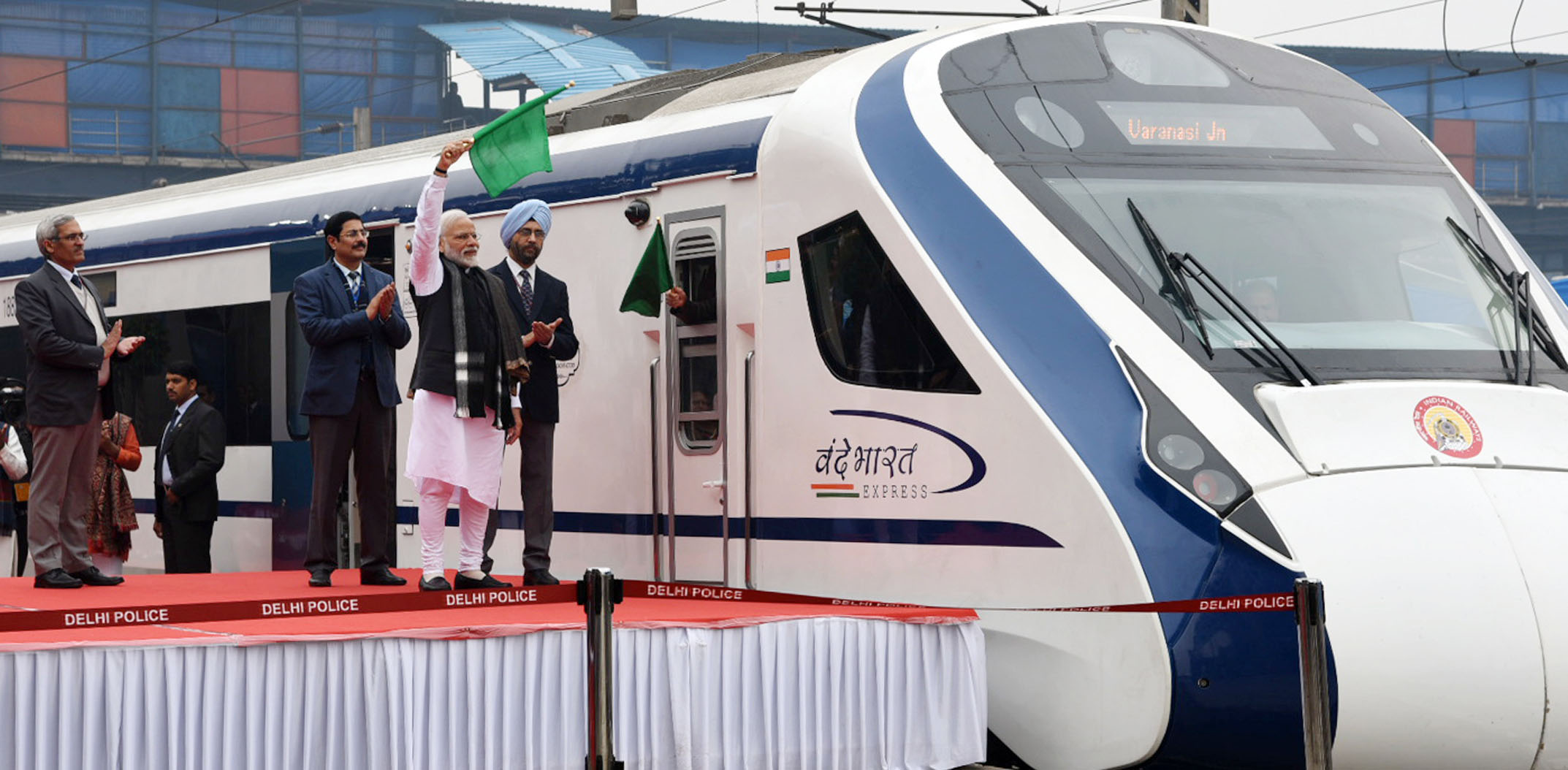
范德·巴拉特快车是印度运行时速最高的列车。

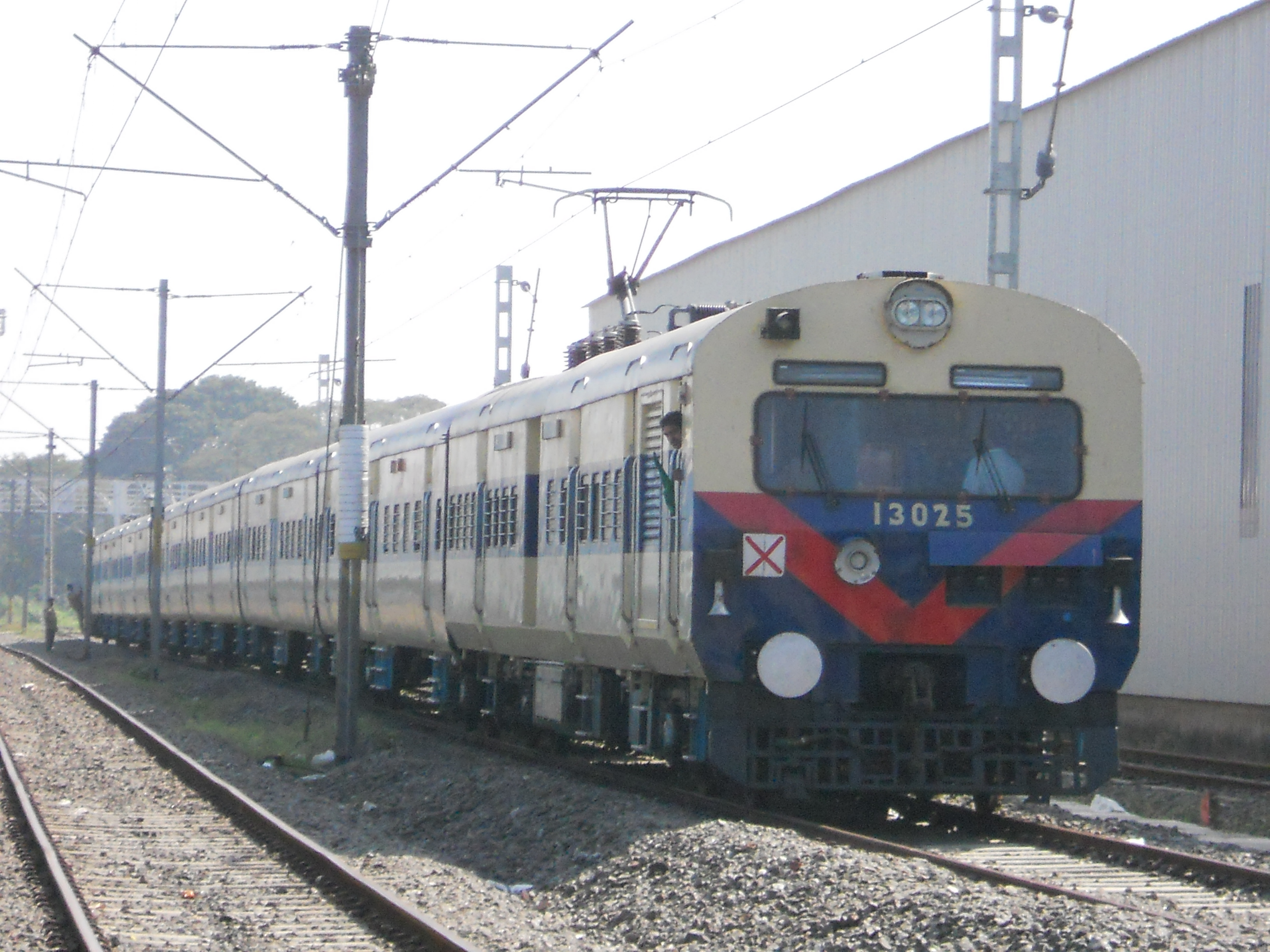
停靠在克兰动车所的一列干线动车组（印度干线动车组）。

印度的首个地铁系统是加尔各答地铁，首条线路（1号线艾斯普罗内德站至布瓦尼布尔站（现内塔吉·巴万站））于1984年10月24日开通。
1988年，印度铁路沙塔布迪快车投入服务，来往新德里和占西（此后延伸至博帕尔），在当时曾是印度速度最快的列车。1993年，印度铁路的三层空调车厢，以及独立于二等车厢的卧铺车厢投入运营。1999年，中部东南铁路区成立。2002年7月6日，东海岸铁路区、西南铁路区、中北部铁路区、中西部铁路区成立。2016年4月5日，时速160公里的加迪曼快车投入服务，来往德里及阿格拉，该列车是印度首班准高速列车。
印度的首个计算机票务系统于1986年在新德里启用。1990年，首个自动印刷车票的自动售票机投入使用。1996年9月，CONCERT售票系统率先在新德里、孟买及金奈启用，此后在1999年4月18日在全国铁路车站启用。1998年，孟买贾特拉帕蒂·希瓦吉·马哈拉杰终点站启用优惠票核准机。自1999年起，乘客可使用信用卡购买车票。2000年2月，印度铁路公司官方网站启用，并在2002年8月3日开通在线购票服务，该服务在同年12月推广至印度多个城市。2013年9月26日，塔特卡尔综合票务系统拓展服务至普通列车。
1995年1月16日，来往比纳埃塔瓦及穆尔瓦拉的列车开始使用2×25kV交流电牵引系统，成为首个使用该系统的常规列车服务。2012年2月5日，西部铁路区下属电气化线路全面停用1500V直流电供电系统，改用25kV交流电供电系统。2016年4月11日，中部铁路区下属电气化线路完成25kV交流电系统转换，自此印度干线铁路网再无使用直流电系统的线路。2017年3月31日，印度铁路公司宣布下属铁路网将于2022年全面实现电气化。

## 机车车辆

### 机车

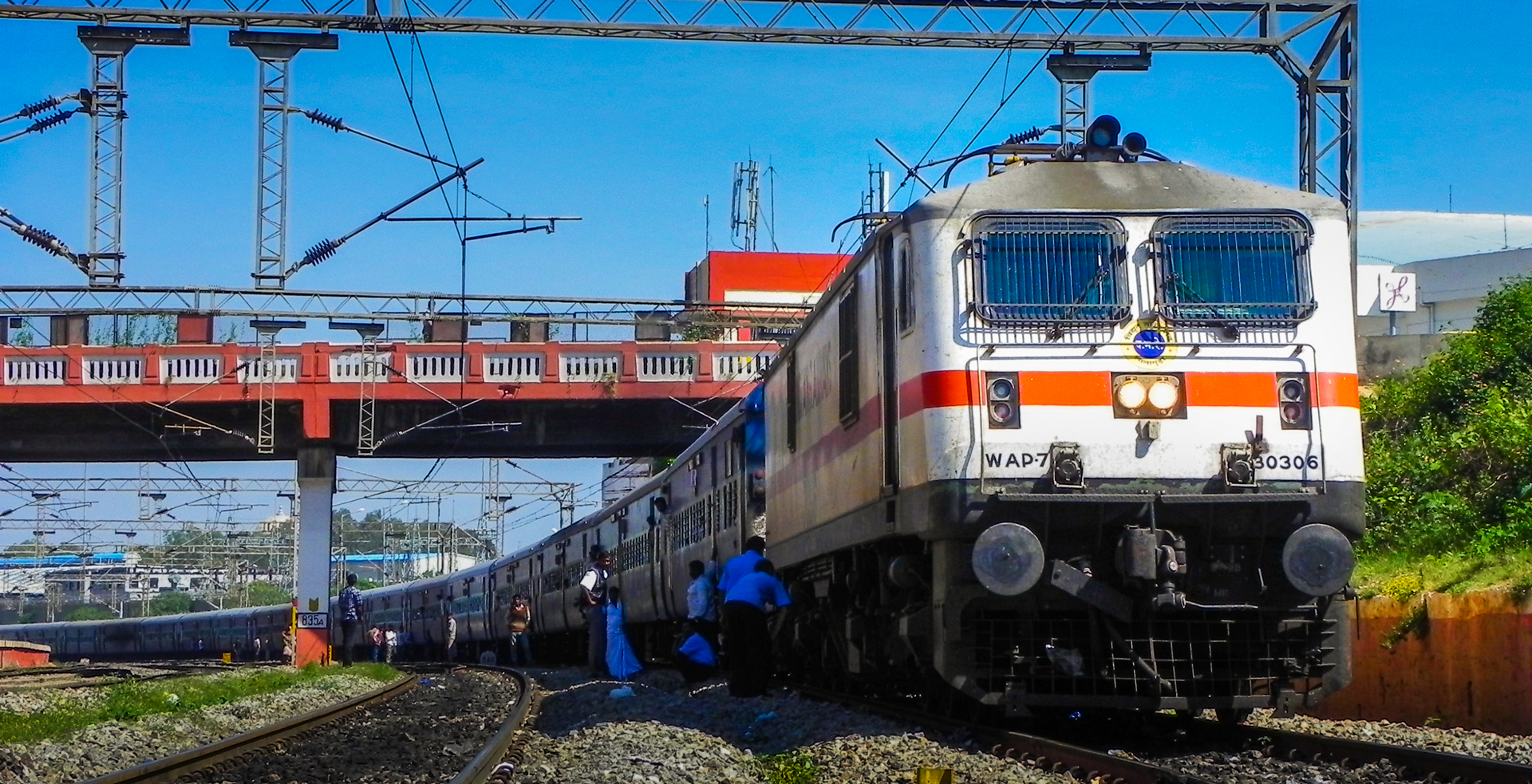
在拜亚帕那哈利（Baiyyappanahalli）的一辆印度铁路WAP-7型电力机车宽轨交流电力机车。

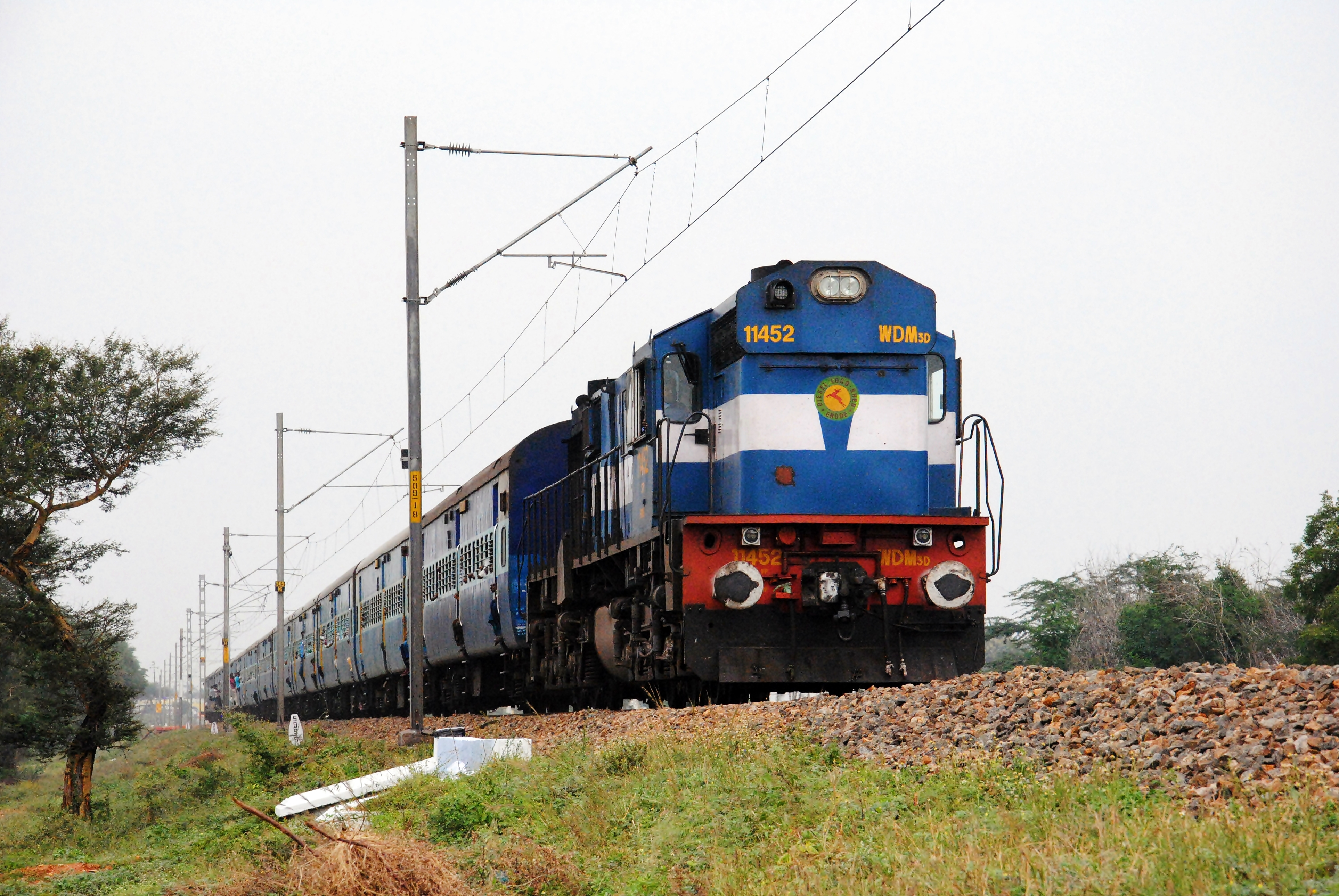
一辆印度铁路WDM-3D型宽轨柴油机车柴油机车。

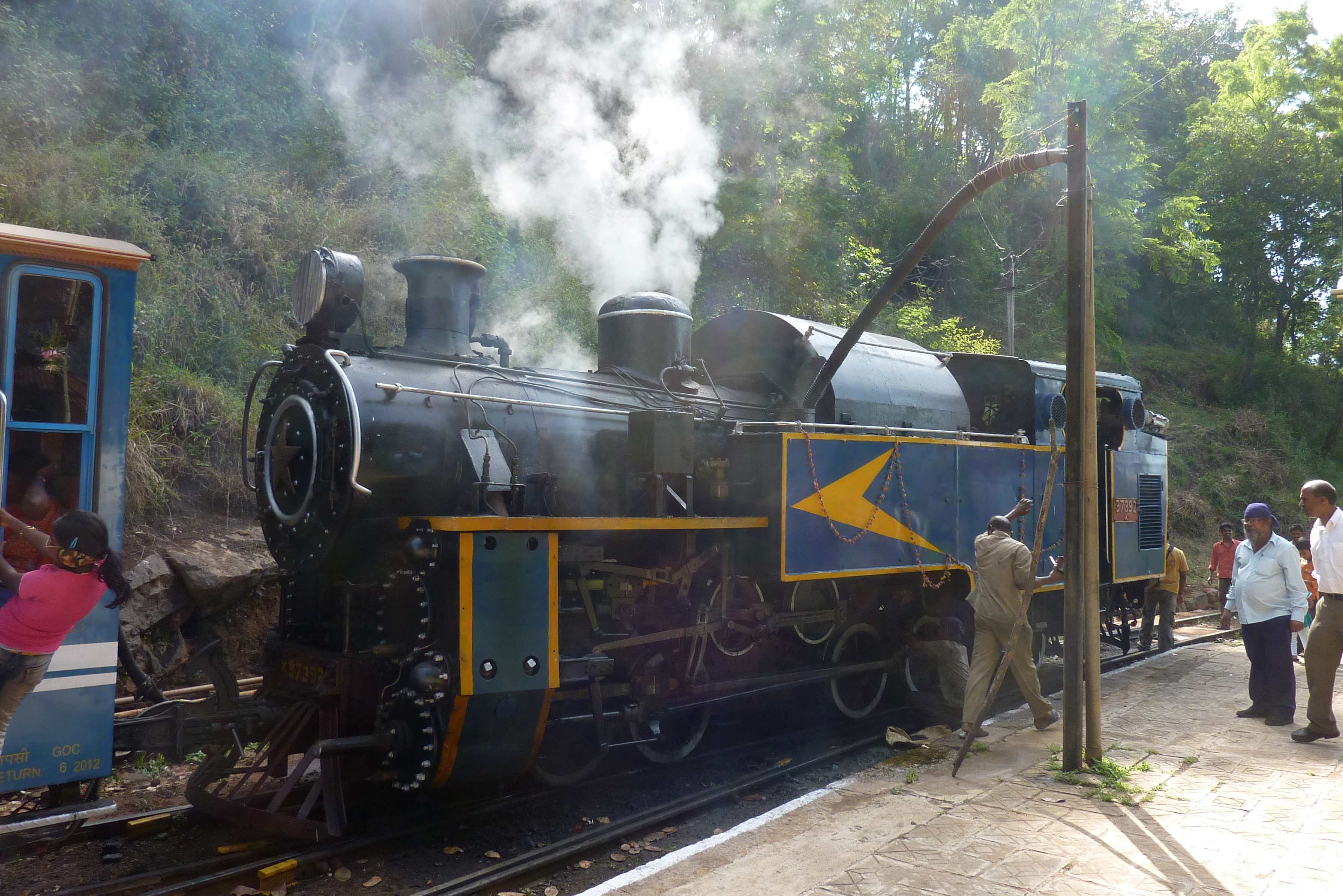
尼尔吉里山区铁路是印度现存少数有蒸汽机车运行的铁路。

印度的铁路机车大多为电力机车和柴油机车，另外印度铁路还有全球首辆压缩天然气机车。蒸汽机车大多作为历史遗产保留。
印度铁路机车按照轨距、能源种类或用途分类，相关信息包含在由四至五位字符组成的机车型号中。首字符表示轨距，第二位表示能源种类（柴油动力或交流电动力），第三位表示车辆用途（货运机车、客运机车、客货两用机车或调车机车），第四位原先为顺序码，但自2002年起用于标识部分柴油机车的马力大小。机车型号也可能有第五位字符表示子型号，可能表示使用不同型号电机或是由不同厂商生产。自2002年起，柴油机车型号的第五位用于以100马力为单位标识机车马力大小，例如“A”表示100马力，“B”表示200马力，以此类推。在这一型号体系下，WDM-3A表示宽轨客货两用3100马力柴油机车，WDM-3D表示宽轨客货两用3400马力柴油机车，WDM-3F宽轨客货两用3600马力柴油机车。该型号体系不适用于作为历史遗产保留的蒸汽机车，例如M系列和印度铁路WP系列机车。
印度铁路机车制造商有奇塔兰詹机车厂、巴拉特重型电力和卡普尔塔拉柴油机车厂，前两者制造电力机车，后者制造柴油机车。另外位于瓦拉纳西的柴油机车现代化厂改造WDM-2型柴油机车，将功率由2600马力提升至3100马力。印度全国还有多家工厂制造铁路机车零部件。
印度铁路柴油机车均安装了辅助动力设备，使机车在空转时节省近88%的燃料。

### 货车
1950至1951年间，印度铁路货运量达9300万吨，至2023-2024年度增长至15.90亿吨。
印度铁路货运车辆包括敞车、棚车、罐车、平车、倾卸车、凹底平车、守车，车辆类型用以下缩写表示：
- M、N：表示轨距
- B：带转向架（新近制造的货车均带有转向架，故有时不注明）
- BV：守车
- V：守车/行包车
- O：敞车
- C：棚车
- F：平车
- FK：用于集装箱运输的平车
- FU：凹底平车
- LA：装有标准高度缓冲器的低板平车
- LB：装有低高度缓冲器的低板平车
- LAB：两端安装不同高度缓冲器的低板平车
- R：运输铁路设备的货车
- T：罐车（附加字母表示运输货物种类）
- U：凹底平车
- W：凹底平车
- K：运输道砟/散料/危险品的敞车（较早制造的）
- C：中部设有卸货口
- S：侧面设有卸货口
- R：设有快速卸货设备或底部卸货口
- X：中部及侧面设有卸货口
- X：高侧壁
- Y：中低侧壁
- L：低侧壁
- H：重载货车

车辆类型编号后面可能会加上标识车钩种类的后缀字符，“N”表示空气制动，“C”表示带有中央缓冲器。不过近期制造的空气制动货车大多配有中央缓冲器车钩，故“C”可省略，例如“BOXN”即表示带有中央缓冲器的空气制动货车。较早期制造的货车大多使用真空制动。
用于标识车钩类型、制动方式等的后缀字符：
- C：中央缓冲器
- R：螺旋连接器
- T：同时装有中央缓冲器和螺旋连接器或侧边缓冲器
- N：空气制动
- M：军用

### 客车
按等级分，印度铁路公司的客运列车车厢有空调一等车（1A）、空调双层卧铺车（2A）、空调三层卧铺车（3A）、空调三层卧铺车经济型（3E）、普通卧铺车（SL）、高级座车（EC）、空调普通座车（CC）、二等座车（2S）、无座车（UR/GEN），另外在特定车次上还有高等级车厢。印度的干线铁路客车由整体铁路客车厂、卡普尔塔拉铁路客车厂和拉埃巴雷利现代铁路客车厂制造。
孟买、清迈、科契、新德里、加尔各答、浦那、海得拉巴和班加罗尔等大城市的近郊铁路列车使用电力动车组，截至2024年3月31日，在役车辆有12,229辆，有一等座、二等座车两类。
截至2024年3月31日，印度铁路公司共有在役客车66,687辆，其余用于客运服务的车厢（行李车厢、行包车、邮政车、守车等）有13,022辆。

## 铁路网络

印度铁轨轨距对比图

截至2024年3月，印度铁路公司下辖铁路网轨道延展总长度123,542公里，线路总长度69,181公里。铁路区间按照运行速度划分级别，范围从80至200公里每小时。印度大部分宽轨铁路已使用长焊轨及预应力混凝土轨枕。
目前印度铁路公司的铁路基本为1676毫米宽轨，使用该轨距标准的线路长达66,820公里，占全路网的96.59%，该轨距是目前全球最宽的运营中铁路轨距。2016-17财年，印度宽轨铁路承运了该国所有铁路货运及超过99%的铁路客运（按货运、客运周转量计）。
目前印度尚有1000毫米米轨、762毫米、610毫米窄轨铁路在运营中，数量正逐步下降，除历史遗迹铁路外，其余窄轨铁路正逐步转换至宽轨。截至2024年3月31日，印度尚有1,159公里米轨铁路（占全路网1.68%），以及1,202公里的窄轨铁路（占全路网1.74%）。
印度的城市轨道交通系统大多使用标准轨，由独立于印度铁路公司的地铁或路面电车公司运营。印度唯一运营中的路面电车系统加尔各答电车使用标准轨。除加尔各答地铁1号线、德里地铁红线、德里地铁黄线、德里地铁蓝线使用与印度干线铁路相同的宽轨外，印度其他运营中及在建地铁线路均使用标准轨。

### 电气化
印度电气化铁路使用25kV交流电。截至2025年5月31日，印度铁路公司下属铁路网已有68,952公里线路（占全路网98.88%）实现电气化。
印度铁路电气化始于1925年开通的海港线维多利亚终点站至库拉站段，使用1500V直流电。此后在1928年，孟买、巴罗达及印度中部铁路孟买市郊段（库拉巴至布利瓦里）实现1500V直流电电气化；1931年，马德拉斯及南马赫拉塔铁路马德拉斯海滩至塔姆巴拉姆段也实现1500V直流电电气化，这两段铁路的电气化是为了应对城市日益增长的交通需求。1958年，东部铁路区豪拉至巴尔达曼铁路实现3000V直流电电气化。
在经过对欧洲铁路系统的调研后，为实现经济现代化，印度决定为铁路系统引进25kV交流电系统，并在1957年采用了法国国家铁路公司的标准。印度首条使用该电气化系统的铁路，是1960年开通的东部铁路区拉吉哈尔斯旺（Raj Kharswan）至东阿坡希（Dongoaposi）铁路。首列25kV交流电动车组于1962年9月在加尔各答市郊铁路投入运营。为了统一电气化标准，豪拉至巴尔达曼铁路及马德拉斯海滩至塔姆巴拉姆铁路也在1968年改造为25kV交流电。考虑到直流电气化系统的不足，印度在1996-97财年决定将已有的直流电电气化铁路转换为25kV交流电电气化铁路。西部铁路区和中部铁路区分别于2012年和2016年全面实现制式转换。自此，印度干线铁路网所有电气化区段均为25kV交流电制式，而直流电制式只在地铁和路面电车上使用。
2017年3月31日，印度铁路公司宣布全国铁路网将于2022年前全面实现电气化。

### 信号及通信

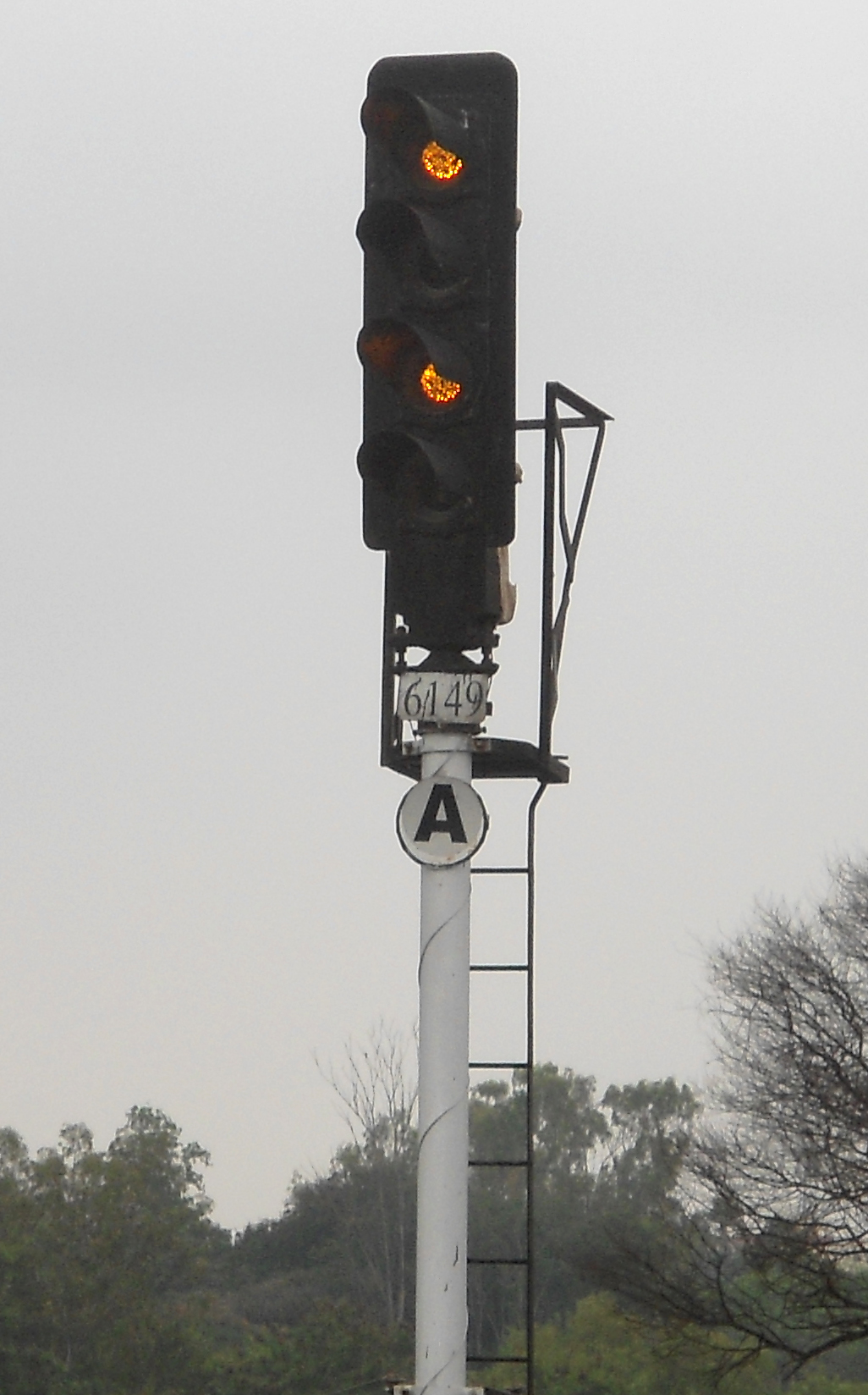
印度的铁路信号机

截至2024年3月，印度干线铁路有4,431公里的线路使用自动闭塞，使用该系统的区段集中于高密度区段、大城市周边及铁路交汇点。其他軌道多為使用電報密碼通訊之閉塞方式（Absolute block signalling，绝对闭塞），少數列車班次少的鐵路仍使用電氣路牌的人工閉塞方式。为了在节省成本的同时提高线路通过能力，部分区段在已有信号系统的基础上引进“中间闭塞”（Intermediate Block Signalling, IBS）。截至2024年3月，印度铁路公司有756个区段采用中间闭塞。
印度铁路主要使用色灯式铁路信号机，臂板信号机正逐步被取代。印度铁路公司使用的信号机根据不同情形有二重、三重、四重显示。
印度铁路公司大多数车站使用联锁机联锁、继电联锁或计算机联锁，并使用轨道电路及计轴器确定列车位置。
截至2017年3月，印度铁路公司有6,575个车站为联锁车站，并使用多重显示的信号灯。约99%的重点路段使用轨道电路及计轴器，自动确认列车位置。此外，印度铁路公司拥有总长达66,179公里的专用通信光纤网，用于列车控制、音频及数据通信，并有约2500公里的线路覆盖了基于GSM-R的列车移动通信系统。
2017年12月，印度铁路公司宣布将在重点区段引进ETCS Level 2信号系统，总投资12000印度卢比。目前印度铁路公司已在繁忙的加兹阿巴德至坎普尔铁路上引进调度集中系统，并在孟买及加尔各答市郊铁路引进列车实时监控系统。

### 与邻国的铁路联系
印度与邻国的铁路联系缺乏。印度国铁有两班列车前往巴基斯坦：新德里至拉合尔的萨姆朱塔快车，和印度焦特布尔至卡拉奇的塔尔快车。前往孟加拉国的车次则有每两周一趟的友谊快车，来往加尔各答及达卡，以及2017年9月开通的纽带快车，来往加尔各答及库尔纳市。
印度与尼泊尔之间的铁路联系有两条，分别是一条长59公里的旅客车次，来往印度贾伊纳加尔及比耶亚尔普拉，由尼泊尔铁路公司运营，以及在印度拉克奥尔巴扎尔和比尔甘杰之间运行的货运列车。
为方便交通联系，印度政府与孟加拉国政府决定于2015年1月开工建设一条新的跨国铁路，印度将兴建一段15公里长的铁路，连接印度特里普拉邦首府阿加尔塔拉和孟加拉国东南部城市阿库拉乌帕齐拉，该城是连接吉大港、物资富饶的锡尔赫特市和达卡的铁路交汇点。 这一协定于2010年1月由印度时任总理曼莫汉·辛格及孟加拉国总理谢赫·哈西娜在其访问印度期间签订，预计总耗资为25.2亿印度卢比，印度铁路建设公司将负责兴建整条铁路。该段15公里长的铁路有5公里位于印度境内。
而印度东北边疆铁路区正在修建连接特里普拉邦最南端城镇萨布罗奥姆的铁路，该镇离吉大港市的港口72公里。
目前尚无连接印度和缅甸的铁路，但有计划兴建连接印度吉里巴姆和缅甸塔姆的铁路，经因帕尔和莫雷。在印度外交部委托RITES公司进行的可行性研究中，该线路预估耗资294.1亿印度卢比。
此外，印度正在兴建一段长18公里的铁路连接不丹，始于印度西孟加拉邦哈西马拉，止于不丹托里巴里（Toribari）。目前尚无铁路连接中国及斯里兰卡。

## 服务

### 客运服务

#### 车站分级
自2017年12月起，印度铁路公司各客运车站依据营收、客流量和战略意义分为非市郊车站（Non-Suburban Group，NSG1级至NSG6级）、市郊车站（Suburban Group，SG1级至SG3级）和停车站（Halt Group，HG1级至HG3级），此前印度铁路仅按照站台售票收入将车站分为A1、A、B、C、D、E、F级，使得铁路公司未能在改善乘车设施上加大投资。

#### 车厢等级

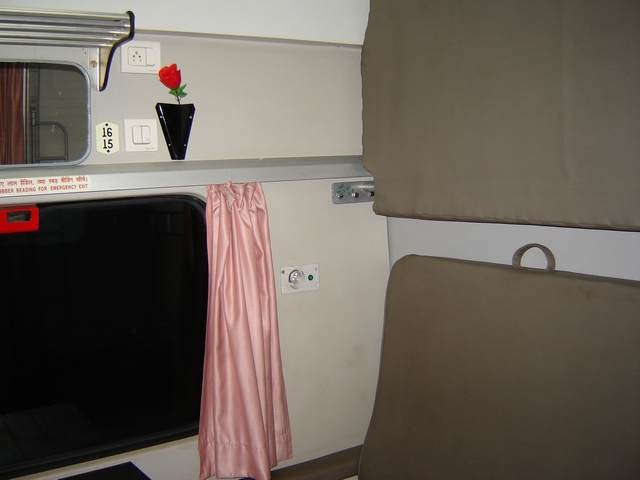
拉贾尼快车一等车（1A）内饰

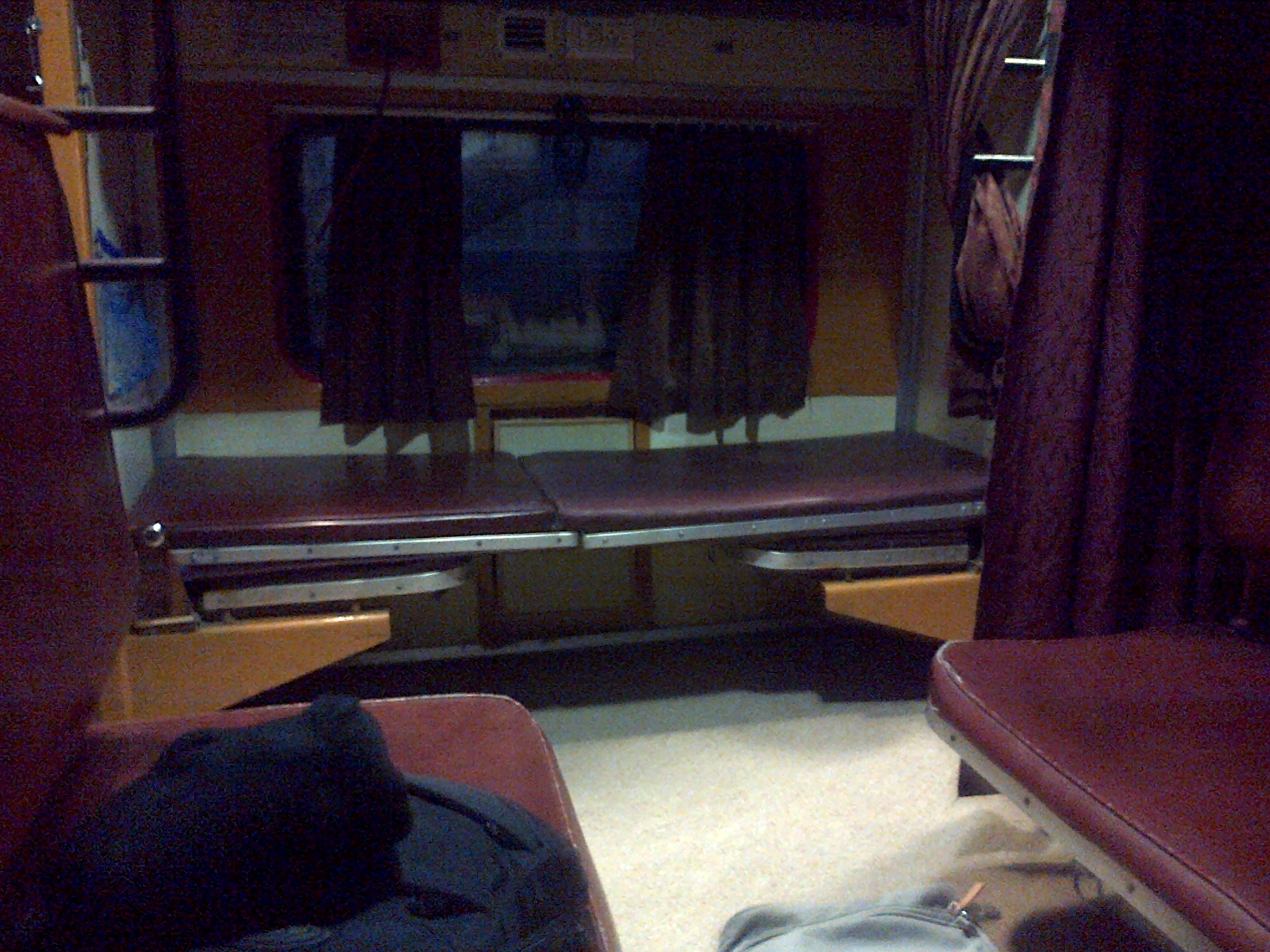
南方快车经济型空调三等卧铺车（3E）内饰

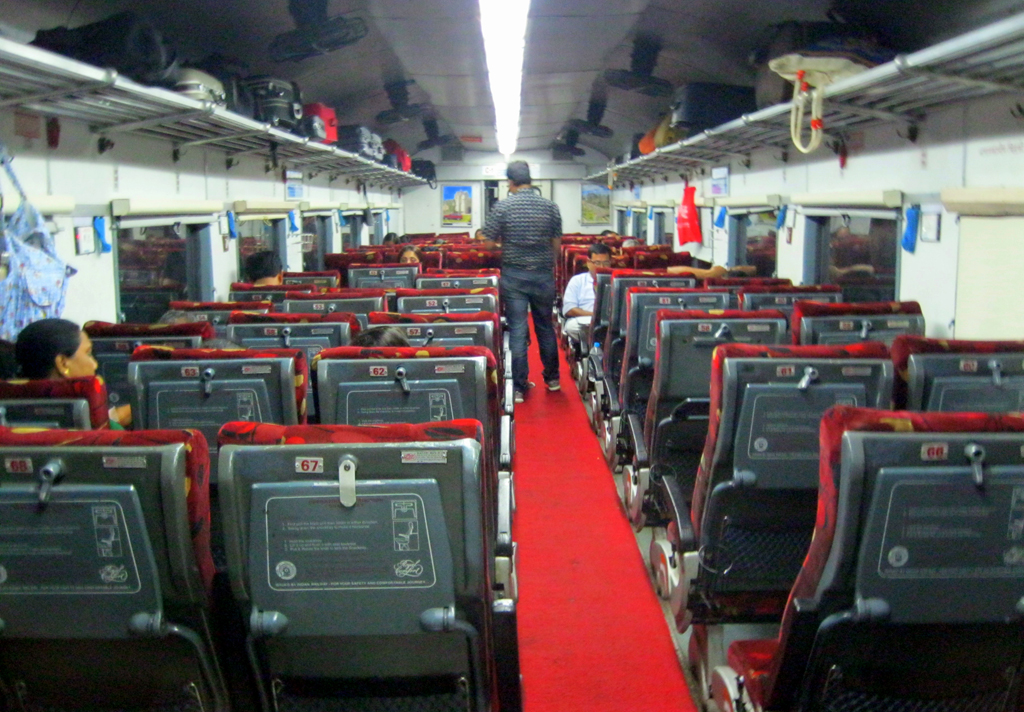
詹·沙塔地快车空调座车（CC）内景

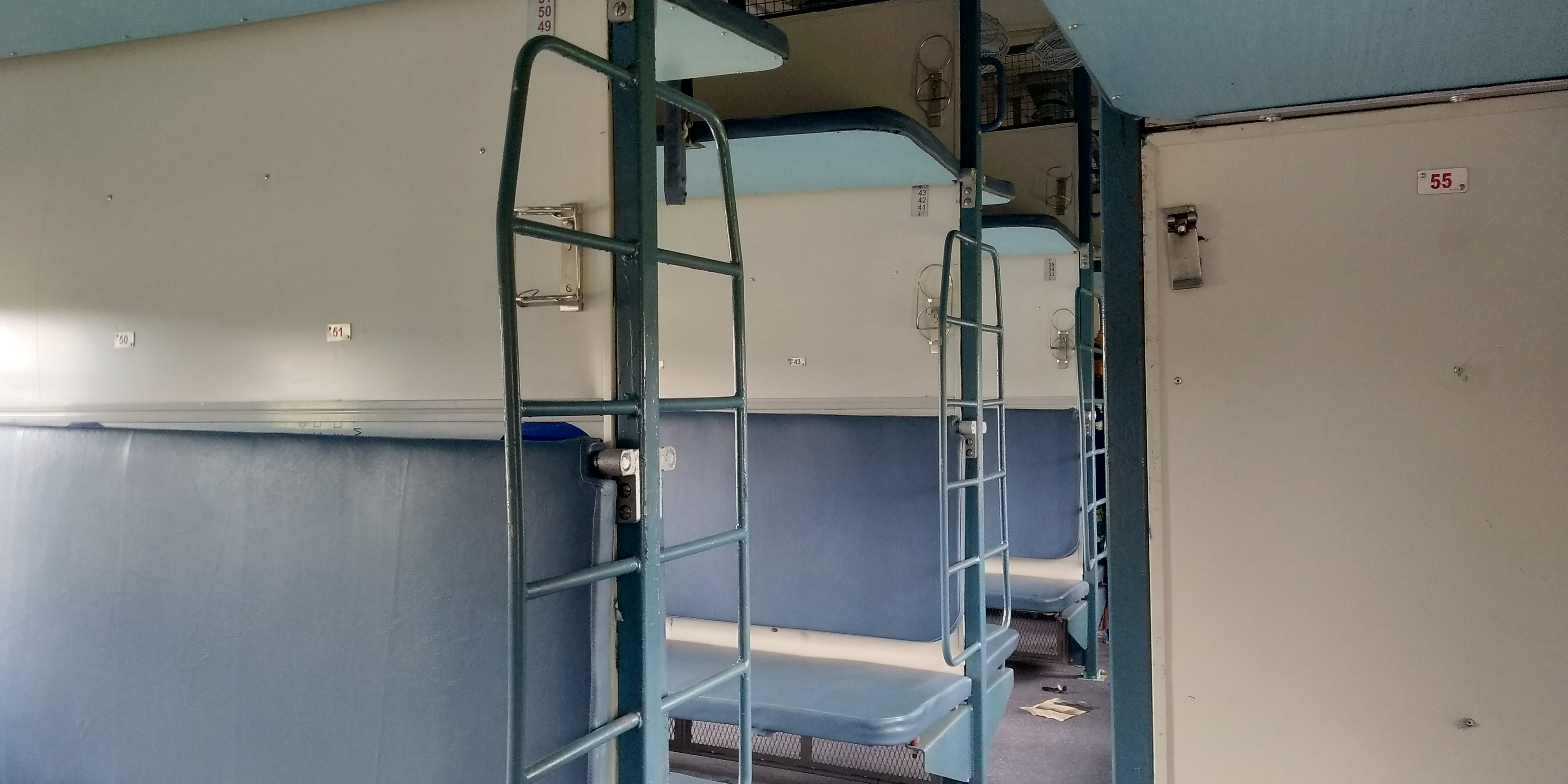
普通卧铺车（SL）内景

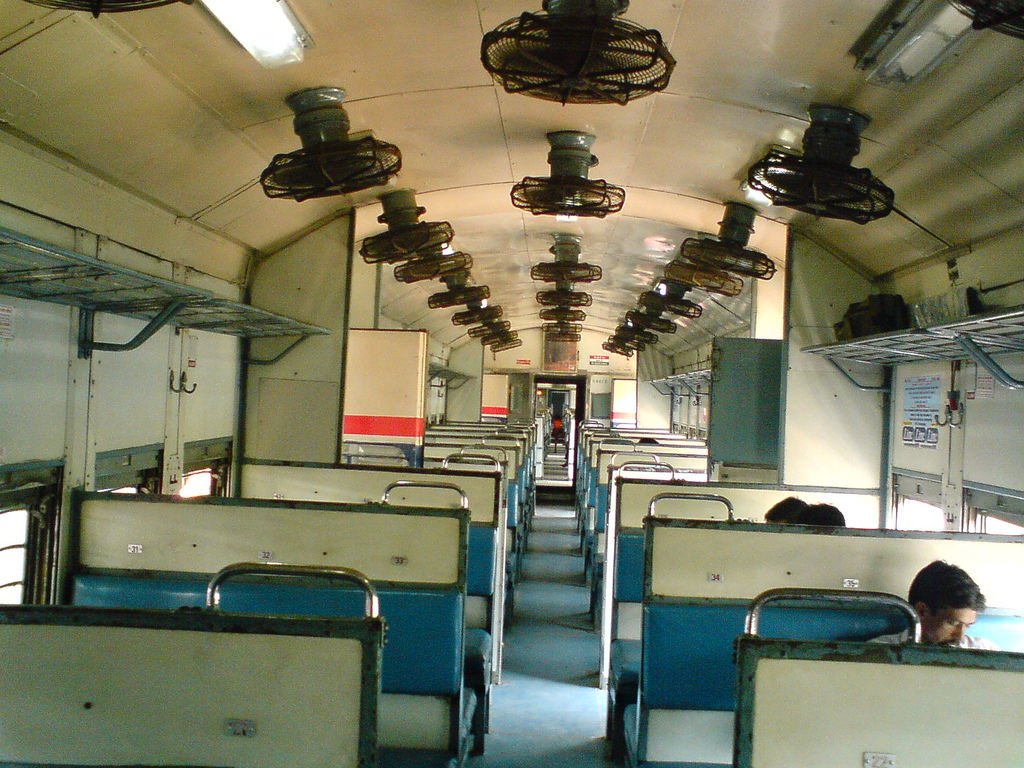
二等座车（2S）内景

印度客运铁路列车有多个等级的车厢，部分等级的车厢有空调。并非所有列车都包含所有等级的车厢，速度较慢的列车只设自由席，而拉贾尼快车、加里布·拉斯快车、沙塔地快车、青年快车仅有空调车。不同等级票价不同，其中自由席票价最低。拉贾尼快车、杜伦托快车和沙塔地快车的车费包含了车内餐食费用，而其他列车的餐食需要单独购买。为补贴收入，自2016年9月起印度铁路公司在拉贾尼快车、杜伦托快车和沙塔地快车的空调车（除一等座和空调高级座）引入浮动票价机制。在长途列车上通常设有餐车，在餐车及其他车厢提供餐食。诸如皇宫列车的豪华列车设有独立餐车，费用接近五星级酒店。
一列标准的旅客列车设有四节自由席车厢（又称“通用”车厢，general coaches）两节在前，两节在后，其中一节可能设置女性专用车厢。其他等级的车厢数目根据线路及需求设定。列车前后部可能设置一节行李车。部分列车设有独立的邮车。车厢设公共厕所，既有印度式也有西式。列车车尾设有守车，职员在发车前在该车厢上通过对讲机传达发车信号。
以下是目前运营中列车所包含的车厢等级：
| 等级                   | 描述 |
| ---------------------- | --- |
| 套间                   | 规格类似酒店套间，设主卧室、普通卧室、厨房和落地窗，提供额外四至六个床铺，以便容纳更多乘客。乘坐该等列车需提前预约，签订合同。该等级车厢首先出现在加姆邮政列车上。 |
| 一等车（1A）           | 空调一等车（AC first class）：印度铁路最高等级车厢，价格接近航空票价，仅在热门车次上出现。完整的空调一等车厢设8个包厢（2个包厢仅有一半空间），可载18人，而仅有一半长度的空调一等车厢设则设3个包厢（1个包厢仅有一半空间），可载10人。该等车厢有服务员。卧铺费用包含在车费中。 |
| 双层卧铺车（2A）       | 空调双层卧铺车（AC two tier）：该等车厢的卧铺设于车内的8个单间内，每个单间通常设置两层共六铺，其中四铺横向布置，两铺纵向布置在走廊对面。靠近走廊的位置设有窗帘。完整长度的空调二等席车设48个铺位，一半长度的设20个铺位。卧铺费用包含在车费中。                               |
| 三层卧铺车（3A）       | 空调三层卧铺车（AC three tier）：该等车厢设64个铺位，设置方法与双层卧铺车类似，但每个单间的横向铺位有三层，共八铺，每节车厢设64个铺位。该等车厢设备相对较少，一般没有阅读灯和窗帘。卧铺费用包含在车费中。                                                                    |
| 三层卧铺车经济型（3E） | 空调三层卧铺车经济型（AC three tier (economy)）：车厢设置与三层卧铺车类似，但横向及纵向铺位均有三层，车费不包含卧铺费用。该等车厢设于加里布·拉斯快车及部分杜伦托快车上。 |
| 观景车（Vistadome）    | 部分旅游线路车次设有带玻璃车顶的观景车厢，费用与空调高级座车持平。设有该类车厢的车次包括阿拉库谷、克什米尔山谷、坎格拉谷旅游线路、康坎铁路、卡尔卡-西姆拉铁路、和马瑟兰山铁路的车次，另外尼尔吉里山区铁路也计划引进观景车服务。                                              |
| EA                     | Anubhuthi：设于沙塔地快车的最高等级车厢，于2018年1月引入。首列该等级车厢于金奈中央站-迈索尔站沙塔地快车投入服务。 |
| 高级座车（EC）         | 空调高级座车（Executive chair car）：每排设四个座位，座位及脚部空间较大。该等级列车设于即日抵达的城际列车上，包括特加斯快车和沙塔地快车。 |
| 普通座车（CC）         | 空调普通座车（AC chair car）：每排设五个座位，同样设于即日抵达的城际列车上。部分车次设有双层空调座车。 |
| 普通卧铺车（SL）       | 普通卧铺车（Sleeper class）：该等车厢最为常见，设有该等车厢的列车通常每列挂十节或以上普通卧铺车。该等车厢没有空调，每个单间设三个横向卧铺及两个纵向卧铺，每节车可载72人。 |
| 二等座车（2S）         | 二等座车（Second seater）: 与普通座车类似，但不设空调。飞行女王号设有双层二等座车。 |
| 自由席（UR/GEN）       | 自由席/普通车厢：价格最低的车厢等级，不对号入座。车票自购买起24小时内，在该线路任意列车上有效。 |

#### 客运列车种别

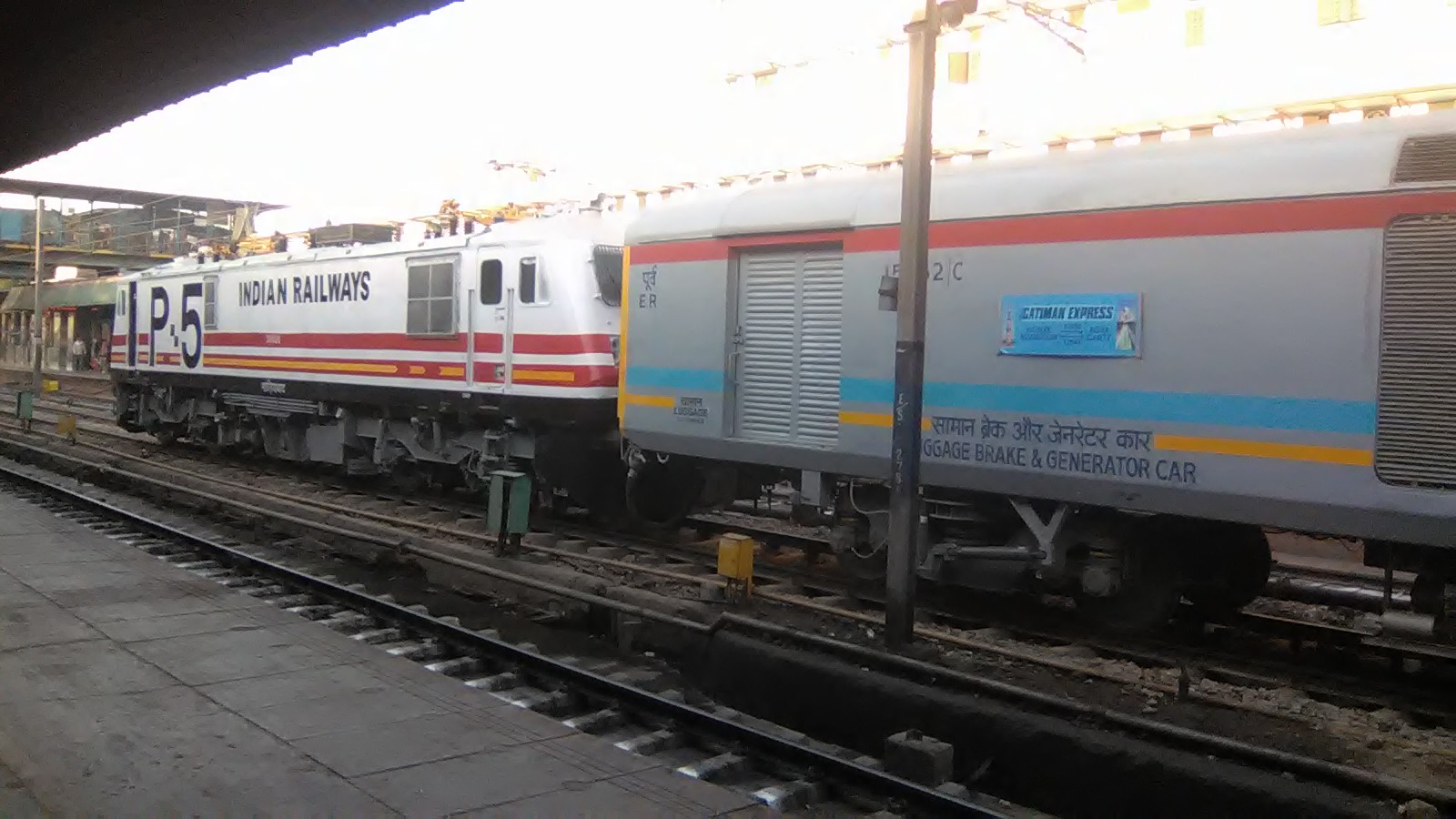
加迪曼快车是印度首班准高速列车。

印度铁路旅客列车按照停站数目、在线路上的优先级和收费标准进行分类。列车车次使用五位数编码表示，首位数为1或2表示列车为长途快速列车；首位数为0表示列车为只在某些时期开行的特别列车，收费标准不同；首位数为5表示列车为普通旅客列车。第二位数表示运营该列车的铁路区，不过快速列车的第二位数均为0或2。 第三位数表示负责列车养护和清洁的铁路区下属分区，最后两位数则为列车序列号。车次编号原先由四位数组成，于2010年10月调整为五位数。首末站及途经线路相同，但方向不同的两班列车，车次编号通常为连续号码。
旅客列车也按照运行速度进行分类。长途快速列车停站较少，大多进行了命名以便识别，名称通常与行经地区、线路有关，或是与列车相关的名人、旅游景点等。
| 列车类型        | 描述 |
| --------------- | --- |
| 范德·巴拉特快车 | 准高速日间空调旅客列车，最高运行时速为200km/h，设有Wi-Fi、小吃桌、闭路电视、气动门、火警烟雾探测器及灭火装置等。该列车为印度制造的首款准高速电力动车组列车，于2019年2月15日投入运营。 |
| 特加斯快车      | 准高速空调旅客列车，设计最高运行时速为200km/h（因线路及安全因素限速至130km/h），列车设有真空集便器、水位显示器、感应式水龙头、干手机、盲文显示，每个座位设有LED电视、充电口，列车也设有小吃桌、咖啡和茶售卖机、闭路电视、火警烟雾探测器及灭火装置，并提供当地美食、杂志、Wi-Fi服务。首班特加斯快车为孟买CSMT-卡玛利站特加斯快车，于2017年5月24日投入运营，全程551.7（343英里），耗时8小时30分钟。 |
| 加迪曼快车      | 印度首班准高速空调旅客列车，运行于新德里和占西之间，最高时速160 km/h（99 mph）。 |
| 沙塔地快车      | 日间空调城际列车，运行里程较短，可在当日折返，大站快车班次提供Wi-Fi服务。其中运行时速最快的是博帕尔-新德里沙塔地快车，平均运行时速达90 km/h（56 mph），最高运行时速为150每小時（93英里每小時）。 |
| 拉贾尼快车      | 连接邦首府及首都的空调大站快车，最高运行时速130—140 km/h（81—87 mph）。 |
| 杜伦托快车      | 连接主要邦首府和都市圈的不停站列车（除技术停车外，2016年1月起可在技术停车的站点购票）。该种列车于2009年引进，运行速度可达到或超过拉贾尼快车。列车设有空调单层、双层或三层铺位，部分列车设有非空调普通卧铺车厢。 |
| 哈姆瑟弗尔快车  | 空调三层卧铺车，设有提供车站及时速信息的LED显示屏、车厢广播系统、咖啡和茶售卖机、充电插口、生物厕所、烟雾报警器、闭路电视、窗帘、用于加热和冷藏食品的设备。首班正式运行的哈姆瑟弗尔快车为戈勒克布尔-阿南德·维哈哈姆瑟弗尔快车 (经巴尔哈尼)。 |
| 空调快车        | 连接主要城市的空调大站快车，运行时速约130 km/h（81 mph）。 |
| 双层快车        | 在日间运行的双层空调大站快车。 |
| 伍黛快车        | 在夜间运行的双层空调大站快车。 |
| 加里布·拉斯快车 | 经济型空调旅客列车，设有三层铺位，最高运行时速130 km/h（81 mph）。 |
| 青年快车        | 面向印度青年的空调旅客列车，60%的座位为18至45岁之间的乘客预留。该种列车并不成功，目前仅有连接孟买和新德里的班德拉总站-哈兹拉特·尼扎穆丁站青年快车仍在运行。 |
| 扬·沙塔地快车   | 沙塔地快车的较便宜版本，同时设有空调、非空调车厢，最高时速110 km/h（68 mph）。 |
| 桑伯·戈兰地快车 | 前往新德里的快车服务。 |
| 卡维·古卢快车   | 纪念罗宾德拉纳特·泰戈尔的列车，初期设有四对列车。 |
| 维韦克          | 纪念斯瓦米·维韦卡南达诞辰150周年的列车，于2013年投入服务，初期设有四对列车。 |
| 拉吉·拉尼快车   | 连接邦首府及邦内重要城市的列车。 |
| 马哈马纳快车    | 设有新型旅客车厢的超级快速列车。 |
| 城际快车        | 连接主要城市的短途高速或准高速列车，包括德坎女王号、飞行女王号及比拉斯布尔-伊特瓦里城际超级快车。 |
| 安蒂亚达亚快车  | 全车不对号入座的快速列车，用于缓解大客流区段的拥挤情况。该种列车使用LHB车厢。 |
| 詹·萨德哈兰快车 | 全车不对号入座的快速列车，用于缓解大客流区段的拥挤情况。 |
| 瑟维达快车      | 在高需求线路上运行的高优先级列车，实行浮动票价。 |
| 超级快车        | 最高运行时速100—110 km/h（62—68 mph），平均运行时速超过55 km/h（34 mph）的列车，车费叠加了超级快车费用，停站少。 |
| 快车            | 最高运行时速大于100 km/h（62 mph），平均运行时速超过36 km/h（22 mph）的列车，停站较少。 |
| 邮政列车        | 该类列车早期加挂邮政车厢，现今该种列车运送的包裹放在行李车厢。 |
| 普通旅客列车    | 速度较慢的经济型列车，停靠沿途所有或大部分站点，大部分车厢为自由席。列车运行时速约为40—80 km/h（25—50 mph）。 |
| 市郊铁路        | 在孟买、新德里、加尔各答、金奈、海得拉巴、艾哈迈达巴德、巴罗达、苏拉特、班加罗尔、浦那市区，以及坎普尔和勒克瑙之间运行的市郊列车，一般停靠所有车站，全车不对号入座。 |
| 山地铁路        | 在印度山区的铁路，其中有三条以“印度山地铁路”为名记入UNESCO的世界遗产名录。 |

#### 旅游列车
印度铁路公司也有开行旅游专列。
- 皇宫列车（英语：Palace on Wheels）：豪华列车服务，一般由蒸汽机车牵引。这一列车是为了推动拉贾斯坦邦的旅游业而开行的[82]。列车服务包含八天七夜的行程，于新德里出发，经斋浦尔、萨瓦伊马多普尔、吉多尔格尔、乌代浦、杰伊瑟尔梅尔、焦特布尔、珀勒德布尔、阿格拉，最后返回新德里。
- 皇家拉贾斯坦列车（英语：Royal Rajasthan on Wheels）：途经拉贾斯坦邦的数个旅游景点。列车服务包含八天七夜的行程，于新德里萨夫达容站（英语：Safdarjung railway station）出发，经焦特布尔、乌代浦、吉多尔格尔、兰坦布尔国家公园（英语：Ranthambore National Park）、斋浦尔、瓦拉纳西、鹿野苑、阿格拉，最后返回新德里。[83]
- 摩诃罗阇快车（英语：Maharajas' Express）：由印度铁路餐饮及旅游有限公司（英语：Indian Railway Catering and Tourism Corporation）（IRCTC）运营的豪华列车，设有5条线路[84]。
- 德干·奥德赛列车（英语：Deccan Odyssey）：途经马哈拉施特拉邦、果阿邦的旅游景点，包含八天七夜的行程。[85]
- 金色战车号（英语：Golden Chariot）：途经卡纳塔克邦、果阿邦、喀拉拉邦和泰米尔纳德邦旅游景点的豪华列车，设有两条路线：“南方之傲”（Pride of the South）[86]、辉煌南方（Splendor of the South）[87]。
- 摩诃波涅槃快车（英语：Mahaparinirvan Express）：又称佛教巡游列车（Buddhist Circuit Train），是面向佛教信徒的空调旅游列车，由IRCTC运营，包含八天七夜的行程，始于新德里，途经菩提伽耶、王舍城、那烂陀寺、瓦拉纳西、鹿野苑、拘尸那揭罗、蓝毗尼、舍卫城、泰姬陵。[88]
- 仙后号机车（英语：Fairy Queen (locomotive)）：为全球最古老的蒸汽机车之一，该机车牵引的豪华列车来往新德里及阿尔瓦尔。

#### 票务

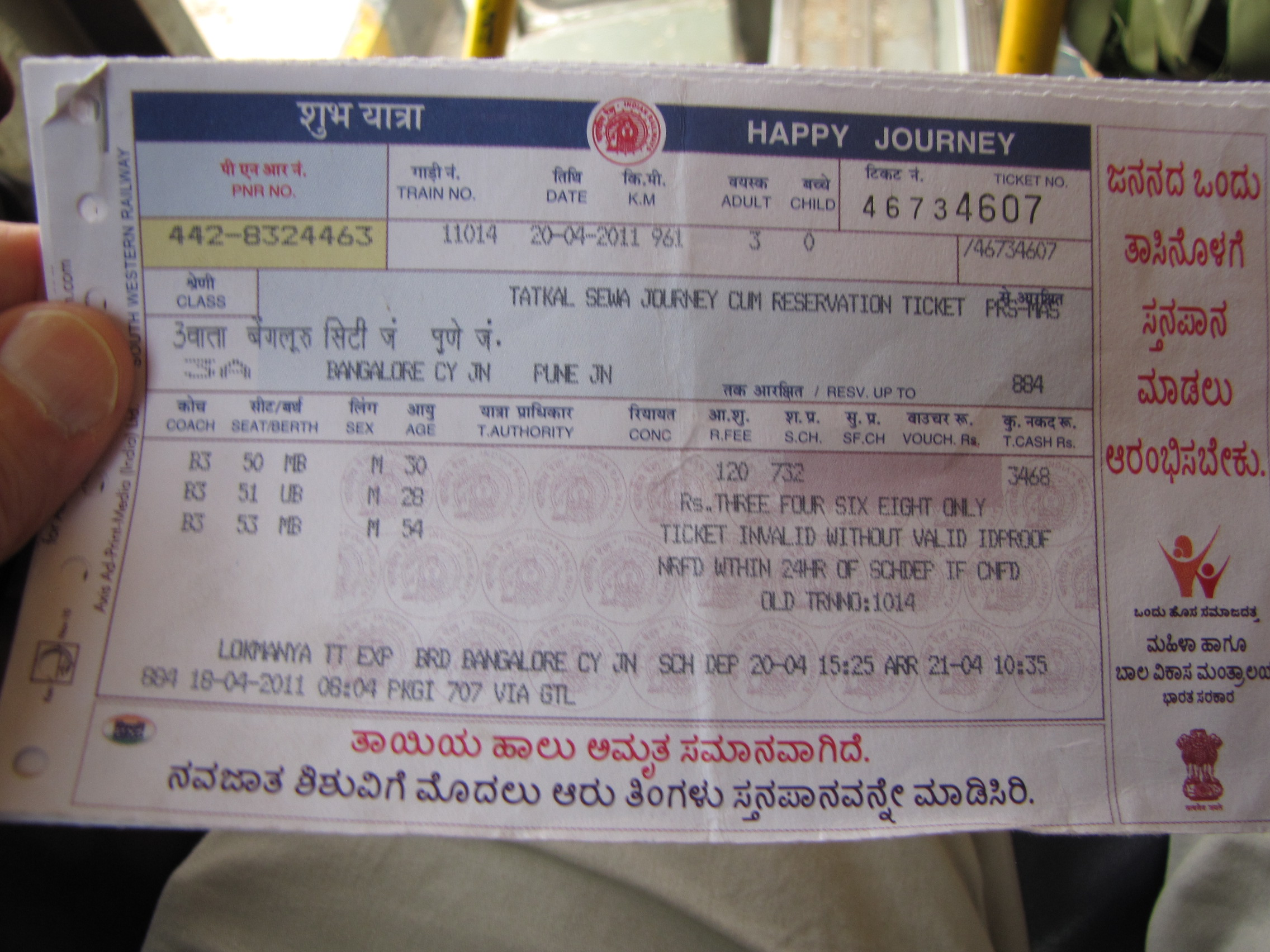
印度铁路车票。该票为洛克马尼亚·提拉克终点站-哥印拜陀快车由班加罗尔至浦那的车票。

印度铁路部分列车票价便宜，基本旅客服务的成本大部分由价格较高的高等级列车客票收入补贴。1987年，印度铁路引入电脑票务系统，并在1995年实现网上订票，提供服务状态和余票信息。除部分偏远地区外，票务网络基本实现电脑化。使用部分在线服务需要额外收费。
印度铁路设有面向60岁以上老人、残疾人、学生、运动员、重病患者、应试人员的票价优惠政策。每列车最低等级车厢的其中一节为女士专用车厢，卧铺的部分铺位或二等座车的部分座椅为女士专用。印度铁路也在指定时期发行季票，允许乘客在指定时间段于指定列车或区段不限次乘车。外国游客可购买印铁通，在指定时间段不限次数乘坐印度铁路列车。
长途列车的席位可在发车前120天内预订。乘客购票需提供姓名、年龄及适用的优惠条件，相关信息会记录在车票上。车费通常包括基本费用（与车次等级、席别相关联）和夜间车程的预订费用。
如果该车次没有多余席位，车票上会印制轮候号码，待有足够多的乘客退票后才有可能购到车票。若有空余座位，则该席位预订成功，车票上会印制席位号。部分车票被分配作“未取消预订车票”（RAC） ，持该种车票的乘客可以乘车，若检票员确认列车上有空余席位，乘客将被分配至该席位。
乘客可在印度铁路餐饮及旅游有限公司（IRCTC）官方网站上预订席位，也可使用手机短信预订。使用IRCTC网站预订的车票种类包括iTickets及eTickets，由IRCTC打印并寄送给乘客的车票为iTickets，由乘客自行打印的车票为eTickets。使用eTicket乘车时，乘客须持载有合法相片的身份证明文件乘车。eTickets可直接在线取消，不需要前往线下柜台。无座票可于发车前任何时候在站台购买，持无座票的乘客只能乘坐普通车厢。市郊列车出售仅在一定期限内有效的无座票，通勤乘客可购买在两站间无限制乘车的季票（有效期一个月或三个月）。

### 货运服务

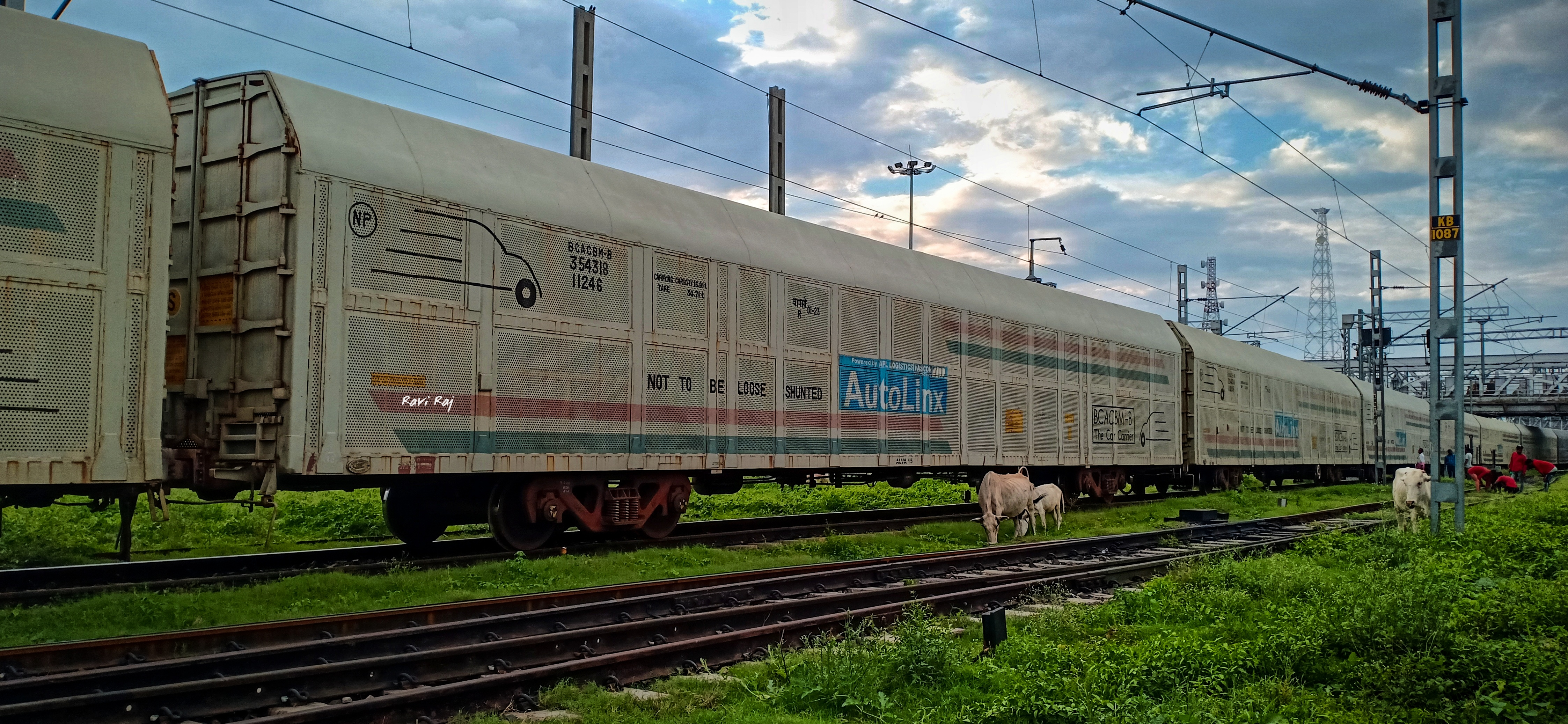
印度铁路汽车载运车

长期以来，印度铁路公司依靠货运服务的收入来补贴客运服务，因此印度铁路货运无论从运价上还是从耗时上，均无法与其他货运方式竞争，市场占有率持续下跌。为抵消这一下滑趋势，印度铁路公司在货运部门进行革新，例如更新货场以吸引社会资本参与建设多货种、多模式货运枢纽站，又譬如调整集装箱尺寸、开行定期货物班列、以及调整运费。此外，点对点的融合运输方案，例如驼背运输（滚装滚卸，将公路货车装载于平车上），也在逐步拓展至印度各地的铁路线路。在印度，该项目于1999年由康坎铁路有限公司发起。
此外，印度已启动货运专线铁路建设项目，这一项目或将改变当前印度铁路货运的局面。该项目包含总长约3300公里的新货运铁路，可承载车长达1.5公里、轴重达32.5吨、时速100公里/小时的货运列车，并在客运压力繁重的线路上腾出空间，开行更高速度客运列车。该项目中的西部货运专线铁路、东部货运专线铁路已部分通车。

## 城市轨道交通系统

### 市郊铁路

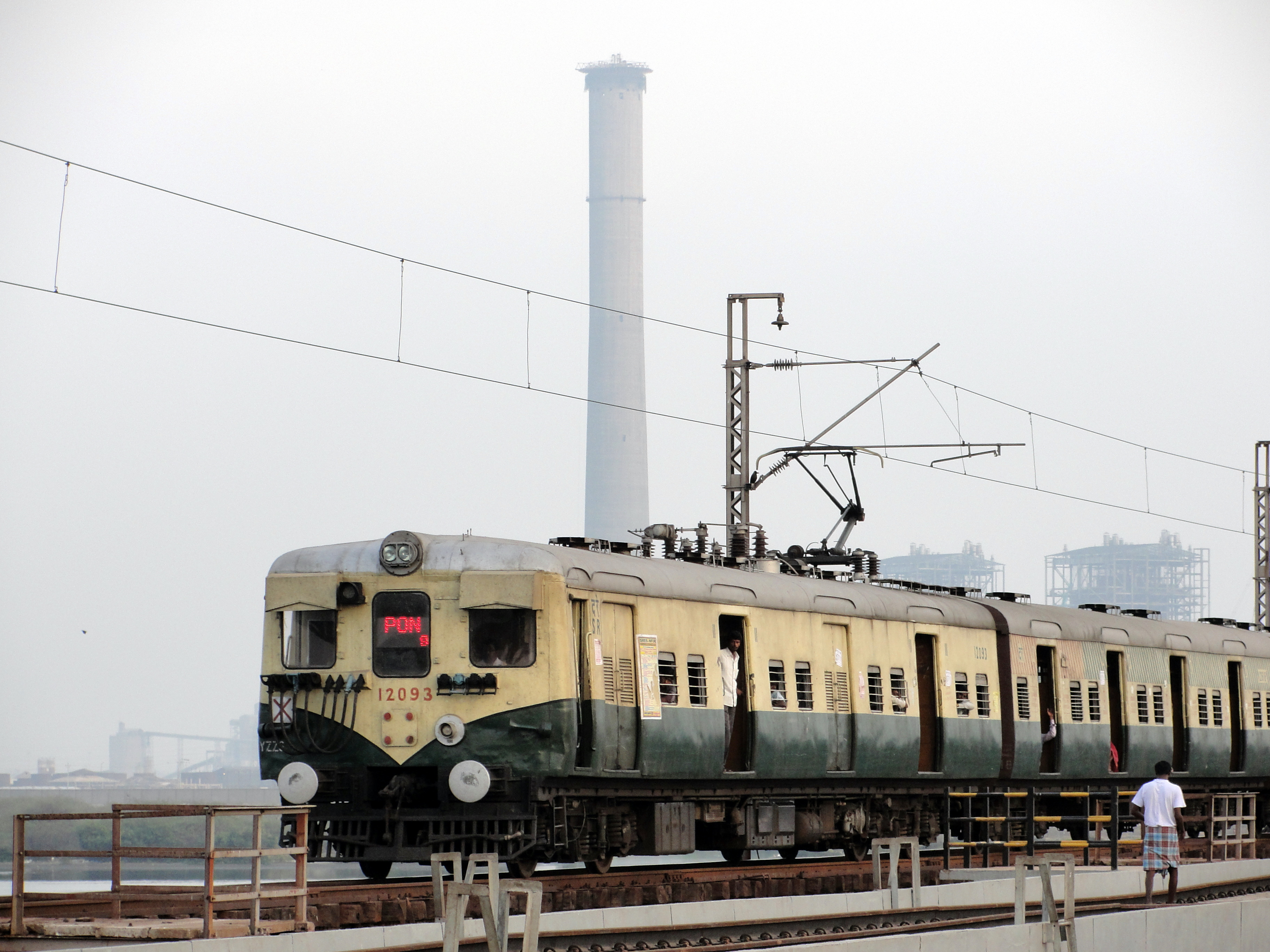
金奈的一列市郊列车

孟买市郊铁路是印度的第一个通勤铁路系统，于1853年启用，总里程超过390公里，日客流量超过750万人次（2016-17年）。目前印度运营中的市郊铁路系统还有加尔各答市郊铁路、金奈市郊鐵路、德里市郊鐵路、浦那市郊鐵路、海德拉巴多式联运系統、巴拉班基－勒克瑙市郊鐵路、勒克瑙－坎普爾市郊鐵路、佩尔内姆–卡尔瓦尔市郊铁路，均由印度铁路公司下属机构运营。此外，印度还有班加罗尔市郊铁路、艾哈迈达巴德市郊铁路、哥印拜陀市郊铁路在规划中。

### 地铁

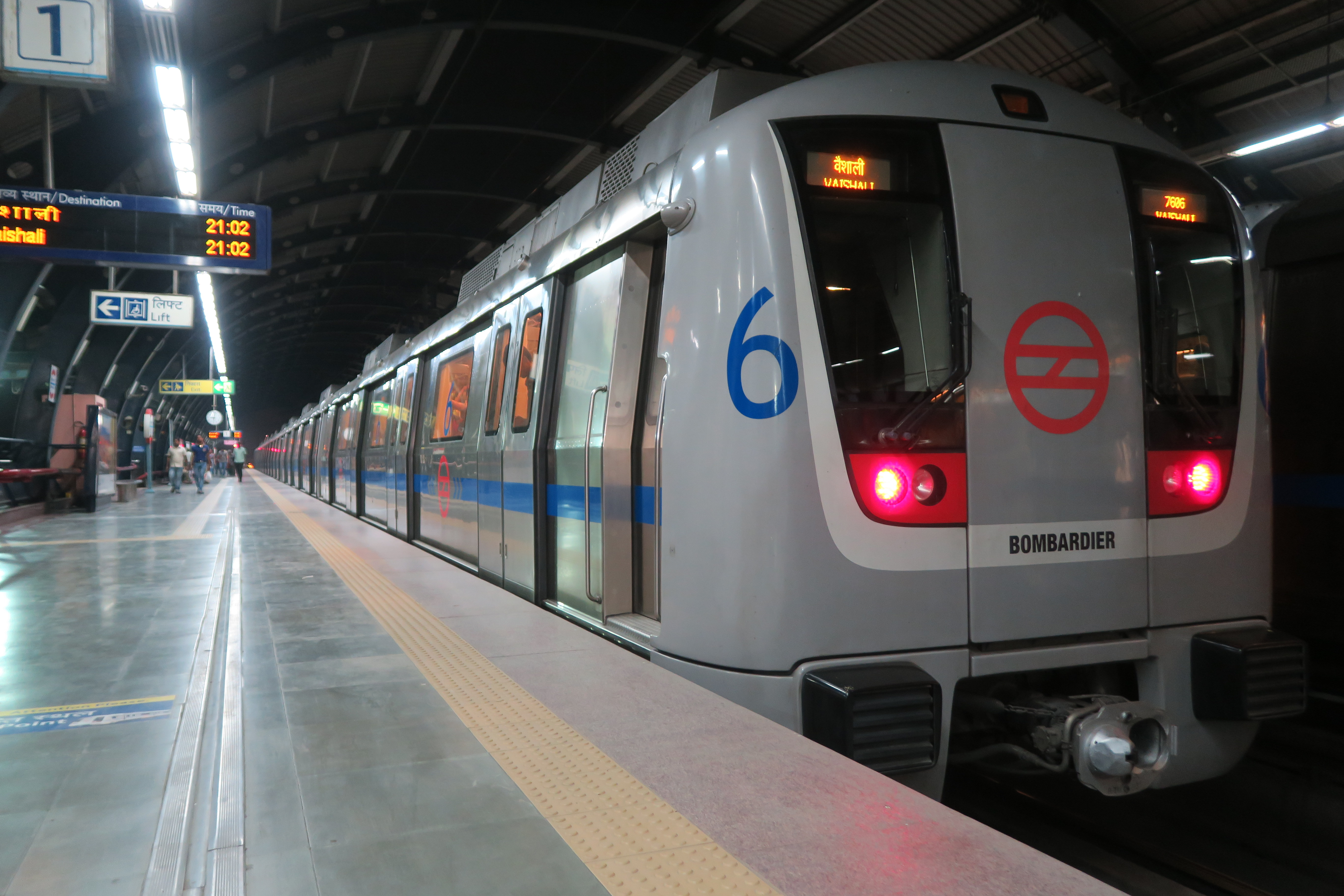
德里地铁蓝线列车

加尔各答地铁是印度的首个现代化城市快速轨道交通系统，于1984年开始运营，目前由印度铁路公司拥有，编为第17铁路区。德里地铁是印度第二个地铁系统，于2002年开通，第三个地铁系统则为2011年开通的班加罗尔地铁，此后开通的地铁系统有古尔冈快速地铁、孟买地铁、斋浦尔地铁、清奈地铁、戈奇地铁、海得拉巴地铁、勒克瑙地铁、诺伊达地铁、那格浦尔地铁及艾哈迈达巴德地铁。目前印度还有23个地铁系统在规划或建设中。

### 单轨铁路
孟买单轨列车是印度首个运营中的单轨铁路系统，于2014年开通运营。此前印度康坎铁路公司曾在马尔加奥修建一条单轨铁路试验线空中巴士线，此后因事故停运，2013年拆除。印度过去还曾有昆達拉谷鐵路和伯蒂亞拉邦單軌電車两条单轨铁路。

### 有轨电车
印度的有轨电车于19世纪末开始发展，首条马拉街车线路于1873年在加尔各答开通，首条有轨电车线路于1895年在马德拉斯开通。大部分城市的有轨电车系统在20世纪停运，目前仅有加尔各答电车仍在运行。

## 私营铁路
印度的私营铁路均为货运铁路，大多由种植园、糖厂、矿业企业、堤坝、港口企业拥有并运营，包括孟买港公司、清奈港、加尔各答港、维沙卡帕特南港、维沙卡帕特南港、比莱钢铁厂等。塔塔集团在印度有地面纜車业务，并经营卡姆谢特至Shirawta Dam铁路，均不对外开放。皮帕瓦夫港拥有皮帕瓦夫至苏雷恩德拉纳加尔铁路的33年建设及经营权。古吉拉特邦政府与卡奇铁路公司合资，参与建设甘迪达姆至帕兰普尔铁路项目。

## 联合国教科文组织世界遗产

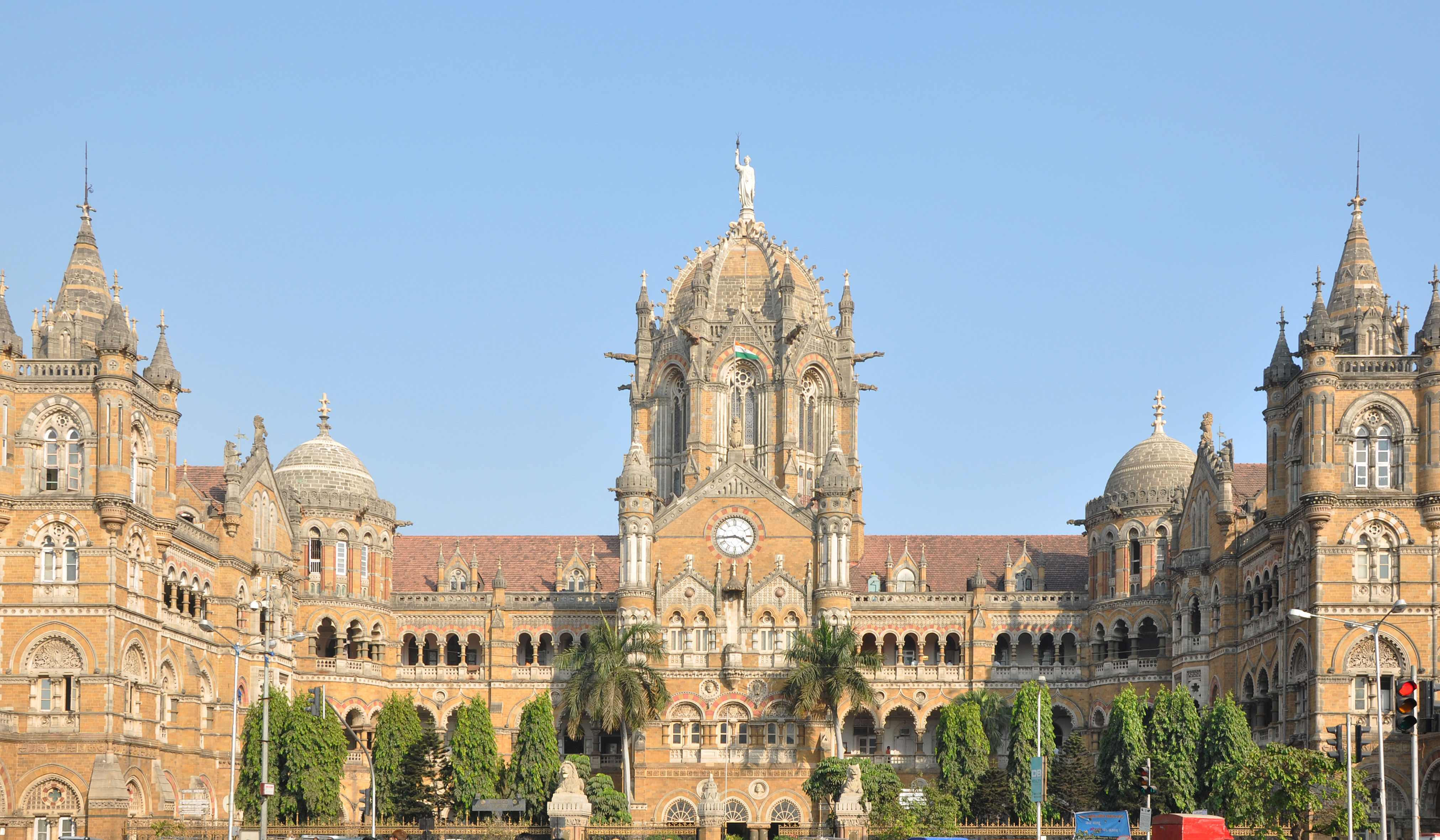
贾特拉帕蒂·希瓦吉·摩诃罗阇终点站

贾特拉帕蒂·希瓦吉·摩诃罗阇终点站及印度山地铁路被收录进联合国教科文组织的世界遗产名录，后者包含三条位于印度不同地点的山地铁路：
- 位于西孟加拉邦小喜马拉雅山脉的610毫米窄轨大吉岭喜马拉雅铁路；
- 位于泰米尔纳德邦尼尔吉里丘陵的米轨齿轨铁路尼尔吉里山铁路（英语：Nilgiri Mountain Railway）；
- 位于喜马偕尔邦西瓦利克山脉的762毫米窄轨卡尔卡-西姆拉铁路。[102]

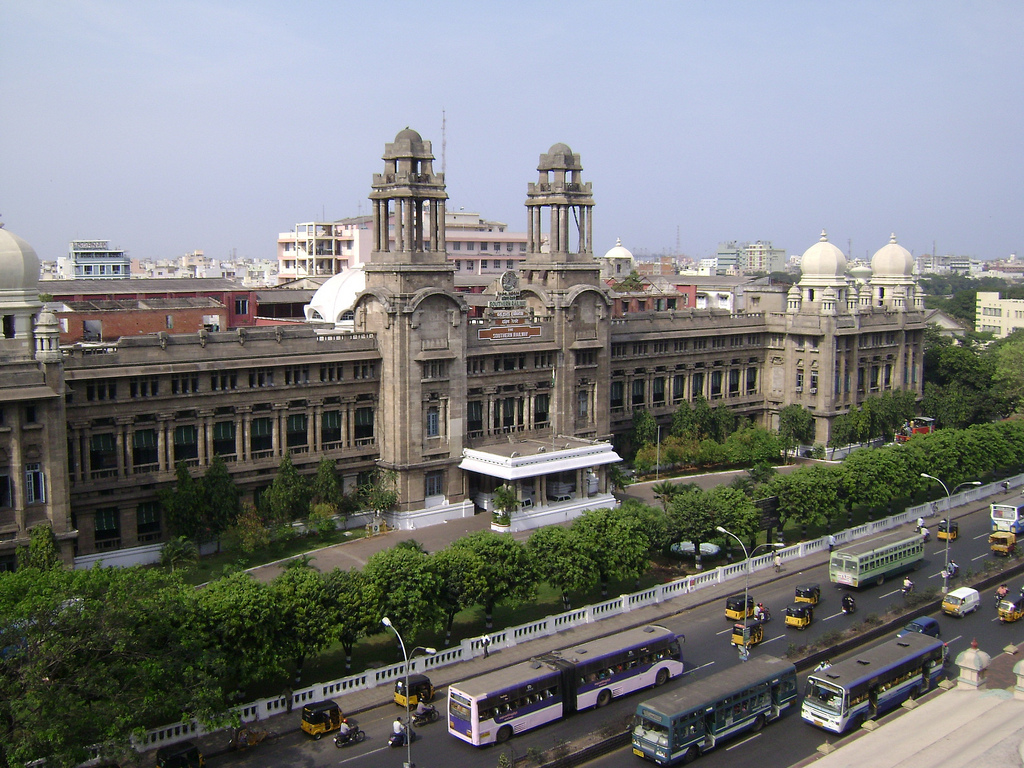
印度-撒拉逊风格的南部铁路区总部大楼。

## 未来发展
印度政府计划在2020年前投资9.05兆卢比，用于改造铁路系统的老旧结构、提升服务质量。
印度铁路的基建新项目包括新建高速铁路（在建项目包括孟买至艾哈迈达巴德高速铁路），、投资10.7兆卢比开发400座车站周边的2,700英畝（11平方）闲置铁路用地、铁路复线化、翻新使用时间12至15年的客运车厢、引进全球定位系统（GPS）并应用于列车追踪、在数字印度带动下投资3.5兆卢比用于铁路数字化、在2016年11月前建成1885个雨水收集系统、铁路用地及轨道沿线造林工程。
印度铁路还将实行铁路电气化，以节省进口燃料的费用。2017至2022年间，印度铁路将装备一吉瓦功率的太阳能电网和130兆瓦的风电网络，并研发独立供电的太阳能列车，此前印度在2017年6月研制了首列太阳能动车组。此外也有在铁路车站顶部安装太阳能板的计划。印度铁路与阿尔斯通开展的一项价值2000亿卢比的合作项目，将在2018至2028年间为印度供应800台电力机车。
截至2019年1月，印度铁路已移除所有宽轨线路上的无人值守道口，铁路立体化正在大规模推进。此外还有其他保障运输安全的计划，例如在所有空调车厢上安装火灾自动报警系统。